# Oi Kuu
«Oi Kuu» (с фин. — «Для Луны» или «О Луна») — небольшой инструментальный дуэт финского композитора Кайи Саариахо. Написан в 1990 году, в перерыве между созданием двух частей масштабного оркестрового диптиха «От кристалла… к дыму».
Первоначальная версия, посвящённая соотечественникам композитора, кларнетисту Кари Криикку и виолончелисту Ансси Карттунену, предназначалась для бас-кларнета и виолончели. Впервые исполнена Криикку и Карттуненом 15 сентября 1990 года в Варшаве.
В 1993 году, по просьбе американской флейтистки Камиллы Хойтенги (Camilla Hoitenga), Саариахо переработала произведение для басовой флейты и виолончели. Эта версия была впервые исполнена Хойтенгой и Карттуненом 27 октября 1995 года в Париже.
В партии бас-кларнета или басовый флейты широко применяются мультифоники.
Время звучания — около 6 минут.